# Волга, Пётр Андреевич
Петр Андреевич Волга (1930 — 1992, Радомышльский район Житомирской области) — звеньевой механизированного звена колхоза имени Калинина Радомышльского района Житомирской области. Герой Социалистического Труда. Депутат Верховного Совета УССР 9—10 созывов.

## Биография
Образование неполное среднее.
С 1947 г. — водитель в колхозе, тракторист.
В 1950—1953 гг. — служба в Советской армии.
В 1953—1970 гг. — тракторист колхоза имени Калинина села Вышевичи Радомышльского района Житомирской области.
С 1970 г. — звеньевой механизированного звена колхоза имени Калинина Радомышльского района Житомирской области.
Член КПСС с 1975 года.

## Награды
- Герой Социалистического Труда (1973)
- орден Ленина (1973)
- ордена
- медали